# Артюково (Пошехонский район)
Артюково — деревня в Пошехонском районе Ярославской области России. Входит в состав Пригородного сельского поселения.

## География
Деревня находится в северной части области, в подзоне южной тайги, на левом берегу реки Печевки, на расстоянии примерно 2 километров (по прямой) к северу от города Пошехонье, административного центра района. Абсолютная высота — 124 метра над уровнем моря.

### Климат
Климат характеризуется как умеренно континентальный, с продолжительной холодной зимой и коротким умеренно тёплым летом. Среднегодовая температура воздуха — +2,9…+3,5 °C. Годовое количество атмосферных осадков — 500—750 мм, из которых большая часть выпадает в тёплый период. Преобладающее направление ветра юго-западное.

### Часовой пояс
Артюково, как и вся Ярославская область, находится в часовой зоне МСК (московское время). Смещение применяемого времени относительно UTC составляет +3:00.

## История
В селе Артюкове имелось две церкви: деревянная, построенная в 1750 году и отреставрированная в 1897 году, с двумя престолами Вознесения Господня и Казанской Божией Матери и каменная, построенная в 1790 году с двумя престолами: холодная – во имя Сергия Радонежского чудотворца и теплая во имя св. Николая Мирликийского чудотворца. 
В конце XIX — начале XX века село входило в состав Пошехонской волости Пошехонского уезда Ярославской губернии.
С 1929 года село входило в состав Князевского сельсовета Пошехонского района, с 2005 года — в составе Пригородного сельского поселения.

## Население
| 1859 | 2002 | 2007 | 2010 |
| ---- | ---- | ---- | ---- |
| 61   | ↘0   | →0   | →0   |

## Достопримечательности
В селе расположена недействующая Церковь Сергия Радонежского (1790).